# Dreifaltigkeitssäule Jedlersdorfer Straße

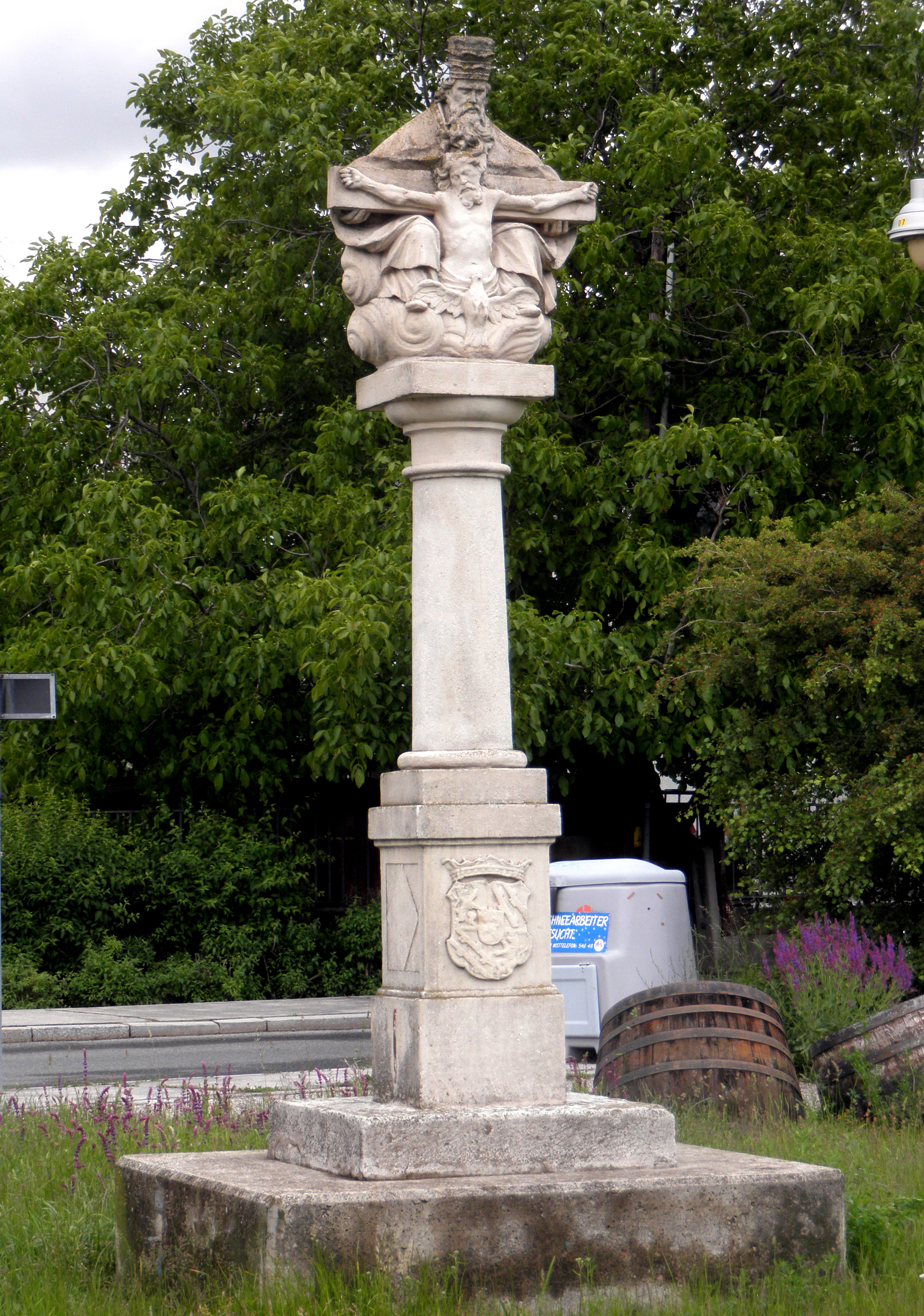
Dreifaltigkeitssäule an der Jedlersdorfer Straße

Die Dreifaltigkeitssäule ist eine barocke Gedenksäule aus Kalksandstein am Marchfeldkanal im Kreuzungsbereich Jedlersdorfer Straße und Tulzergasse im 21. Wiener Gemeindebezirk Floridsdorf.

## Geschichte
Die Säule wurde 1776 als Scheidewegsäule errichtet.

## Beschreibung
Über dem zweifach abgestuften Postament erhebt sich ein vierkantiger Sockel mit Wappenkartusche an der Vorderseite. An der Rückseite ist eine Inschrift. Über dem Sockel erhebt sich eine kurze, leicht gebauchte Rundsäule. Diese wird durch eine typische Gnadenstuhl-Darstellung bekrönt. Gottvater thront auf einem Wolkenthron und hält ein Kruzifix mit beiden Händen zwischen den Knien. Darunter ist eine Taube dargestellt.

## Inschrift
Am Sockel steht die Jahreszahl „1776“. Die Inschrift auf der Rückseite ist heute nicht mehr lesbar. Laut Kapner/Westerhoff lautet sie: „Der Allerheiligsten Dreyfaltigkeit zu Lobpreis ... / Anno 1776 ...“